# Дора Полић
Дора Полић (хрв. Dora Polić; Загреб, 30. август 1971) је хрватска позоришна, телевизијска и филмска глумица.

## Филмографија

### Телевизијске улоге
| Год.  | Назив              | Улога      |
| ----- | ------------------ | ---------- |
| 2007. | Битанге и принцезе | Нина Мајер |

### Филмске улоге
| Год.  | Назив                       | Улога              |
| ----- | --------------------------- | ------------------ |
| 1995. | Испрани                     |                    |
| 1995. | Посебна вожња               |                    |
| 1996. | Препознавање                | девојка у биоскопу |
| 1998. | Три мушкарца Мелите Жгањер  |                    |
| 1998. | Кањон опасних игара         | Манде              |
| 2000. | Балгајница хоће ићи на море | Барица             |
| 2000. | Црна хроника или дан жена   | продавачица #1     |
| 2009. | Човјек испод стола          | млада мајка        |
| 2009. | Нека остане међу нама       | Милка              |